# إنفاق عسكري عالمي
يعني الإنفاق العسكري كما يشير اسمه إنفاق حكومة البلد على المسائل المتعلقة بقواتها العسكرية، مثل الصيانة والعمليات والبحوث العسكرية والتطوير والمساعدات العسكرية والمشتريات والمرتبات والمعاشات وما إلى ذلك. لذا، فإن الإنفاق العسكري العالمي يشير إلى الإنفاق العسكري للعالم، أي الإنفاق العسكري لمختلف دول العالم، والذي يمكن أن تساعدنا تحليل بيانته في فهم خصائص بلد معين وما يعكسه عن ذلك البلد، أي ما إذا كان يُعتبر قوة عظمى أو دولة نامية أو دولة متخلفة وما إلى ذلك.

## معهد ستوكهولم الدولي لأبحاث السلام
يتم تقديم هذا الإنفاق العسكري لمختلف الدول من قِبل معهد ستوكهولم الدولي لأبحاث السلام (SIPRI). وتستند البيانات المقدمة من قِبل هذا المعهد إلى البيانات التي تقدمها الحكومات الوطنية، والتي تتضمن وثائق الميزانية الوطنية والتقارير الرسمية الخاصة بوزارة الدفاع والإحصاءات المالية العامة التي تنشرها وزارة الدفاع والبنوك المركزية والمكاتب الإحصائية الوطنية. ويقع مقر معهد ستوكهولم الدولي لأبحاث السلام حاليًا في السويد ويقدم منصة فكرية رائعة لمختلف الباحثين من مختلف الدول من أجل العمل والتفكير المشترك. ويرتبط معهد ستوكهولم الدولي لأبحاث السلام بالعديد من المعاهد الدولية والإقليمية مثل إدارة الأمم المتحدة لشؤون نزع السلاح (DDA)، ومعهد الأمم المتحدة لبحوث نزع السلاح (UNIDIR)، ومنظمة حظر الأسلحة الكيميائية (OPCW)، والوكالة الدولية للطاقة الذرية (IAEA)، ومنظمة الأمن والتعاون في أوروبا (OSCE)، ومنظمة حلف شمال الأطلسي (الحلف الأطلسي)، والاتحاد الأوروبي (EU)

## الإنفاق العسكري
أحدث تقرير نُشر في مايو 2018 يفيد بأن العالم ينفق 1.739 ترليون دولار. وتشير الإحصاءات العالمية إلى أن «الإنفاق العسكري العالمي يبلغ أكثر من 1.6 تريليون دولار سنويًا بأسعار عام 2010 (أو 1.56 تريليون دولار بأسعار عام 2009) وشهدت ارتفاعًا في السنوات الأخيرة.» 
وهذا يبين أن الإنفاق العسكري العالمي في عام 2010 يُقدر بأكثر من 1.6 تريليون دولار أي بزيادة نحو 1.3% منذ 2009 و50% منذ 2001. وهذا يُعتبر 2.6% من إجمالي الناتج المحلي للعالم. 
ومن بين جميع دول العالم، تأتي الولايات المتحدة الأمريكية كصاحبة أعلى إنفاق عسكري في العالم. حيث يشكل إنفاقها العسكري 43% من الإجمالي العالمي وتليها الصين والمملكة المتحدة وفرنسا وروسيا.
وحسبما يفيد الموقع الإلكتروني newser.com، فإنه «في الكثير من الحالات، تمثل حالات التراجع أو الزيادة البطيئة رد فعل متأخر للأزمة المالية والاقتصادية العالمية التي تفاقمت في عام 2008،» حسبما يقول معهد ستوكهولم الدولي لأبحاث السلام في بيان له.
ويشمل الإنفاق العسكري نفقات الأفراد العسكريين والمدنيين ومعاشات التقاعد للعسكريين وكذلك الخدمات الاجتماعية وجميع العمليات والبرامج العسكرية والصيانة العسكرية والمساعدات العسكرية والبحث والتطوير العسكري. 
وكما ذكرنا سابقًا، فإن الولايات المتحدة تتكبد أعلى نفقات عسكرية في العالم. وهي تعتبر قوة عظمى وعاملاً مهمًا في الإنفاق العسكري العالمي. 
وقد زاد إنفاقها مؤخرًا بسبب الإرهاب وغزو أفغانستان والعراق. وحتى لو كانت هناك أزمات مالية، لم تظهر النفقات العسكرية أي بوادر للتغيير. ويظل الإنفاق على القوات المسلحة للدولة كما هو.